# Мозаичный онтолест
Мозаичный онтолест (Ontholestes tessellatus) — вид жуков-хищников. Имеет сходство с Ontholestes murinus и Ontholestes haroldi.

## Распространение
Распространён на севере Палеарктического региона (включая Британские острова) и до Средиземноморья.

## Описание
Жук довольно большого размера размера — от 14 до 19 мм в длину.

## Экология и местообитания
Встречается в лесах, в основном на прибрежных и сосновых лесах, живя возле гниющих грибов. Обычно населяет местности от 0 до 2 500 метров над уровнем моря.

### Питание
Питается насекомыми живущими возле грибов.